# Nivea
NIVEA (izgovor: niˈveːaː) je poznati njemački brend osobne higijene koja je specijalizirana za proizvode za njegu tijela. U vlasništvu je tvrtke Beiersdorf Global AG iz Hamburga. Tvrtku je osnovano Paul Carl Beiersdorf 28. ožujka 1882. Godine 1890. prodana je Oscaru Troplowitzu. Troplowitz je radio sa svojim konzultantom Paulom Gersonom Unnom i njemačkim kemičarom Isaacom Lifschützom kako bi razvio novu kremu za njegu kože. Godine 1900. Lifschütz je izmislio emulziju vode u ulju s Euceritom, prvom stabilnom emulzijom. To je bio izvor Eucerina. Nivea dolazi od  latinske riječi niveus što znači "snježno bijela".
1930-ih, Beiersdorf je počeo proizvoditi različite proizvode za njegu tijela kao ulje za tamnjenje kože, krema za brijanje, šampon, sredstva za čišćenje lica i toner kože. Robna marka "NIVEA" je podijeljena u mnogim zemljama zbog Drugog svjetskog rata. Beiersdorf je u cijelosti otkupio prava oduzete robne marke. Tijekom 1980-ih brend NIVEA proširio se na šire globalno tržište.

## Vanjske poveznice
- Službena stranica (engl.)
- Nivea Hrvatska (hrv.)
- (engl.)
- Nivea na Facebooku (hrv.)
- Nivea na Twitteru (njem.)
- Nivea na Instagramu (hrv.)
- Nivea na YouTubeu (engl.)
- Nivea na Pinterestu (engl.)